# Gabriella Csókási
Gabriella Csókási, née le 13 novembre 1995, est une joueuse professionnelle de squash représentant la Hongrie. Elle est championne de Hongrie à deux reprises en 2015 et 2018.

## Biographie
Elle commence le squash à l'âge de neuf ans et devient rapidement un des espoirs européens
.

## Palmarès

### Titres
- Championnats de Hongrie : 2 titres (2015, 2018)

### Finales
- Championnats de Hongrie : 3 finales (2016, 2017, 2019)[3]